# 哈里·基尔韦斯涅米
哈里·基尔韦斯涅米（芬蘭語：Harri Kirvesniemi，1958年5月10日—），芬兰男子越野滑雪运动员。他曾代表芬兰参加1980年、1984年、1988年、1992年、1994年和1998年冬季奥林匹克运动会越野滑雪比赛，共获得六枚铜牌。